# Peumo
Peumo är en kommun i Chile.   Den ligger i provinsen Provincia de Cachapoal och regionen Región de O'Higgins, i den södra delen av landet, 110 km sydväst om huvudstaden Santiago de Chile.
I omgivningarna runt Peumo växer huvudsakligen savannskog. Runt Peumo är det ganska tätbefolkat, med 58 invånare per kvadratkilometer.